# Mailly-Champagne

Mailly-Champagne este o comună în departamentul Marne, Franța. În 2009 avea o populație de 734 de locuitori.